# Semnul celor patru
Semnul celor patru (în engleză The Sign of the Four) este unul dintre cele patru romane polițiste scrise de Sir Arthur Conan Doyle și avându-l în rolul principal pe detectivul Sherlock Holmes. El a fost publicat inițial în februarie 1890 în revista Lippincott's Monthly Magazine. Din punct de vedere cronologic, este cel de-al doilea roman cu Sherlock Holmes al lui Conan Doyle, după Un studiu în roșu (1887).
Semnul celor patru are o intrigă complexă, acțiunea romanului petrecându-se în anul 1888. Cererea unei femei făcută lui Sherlock Holmes de a o însoți la o întâlnire cu un necunoscut îl duce la descoperirea, împreună cu doctorul Watson, al unui secret legat de o comoară furată în India, un pact secret între trei indieni și un alb ("Cei patru" din titlu), la care se adăugă doi gardieni de închisoare corupți și o sete nebună de răzbunare. El prezintă obiceiul detectivului de a consuma droguri și îl umanizează într-un mod cum nu s-a întâmplat în romanul precedent, Un studiu în roșu. Apare aici viitoarea soție a doctorului Watson, Mary Morstan.

## Istoria publicării
Sir Arthur Conan Doyle a descris cum a fost însărcinat să scrie acest roman cu prilejul unui dineu literar organizat de Joseph M. Stoddart, directorul editorial al revistei Lippincott's Monthly Magazine, la Hotelul Langham din Londra, în 30 august 1889. Stoddart dorea să realizeze o versiune englezească a revistei Lippincott’s cu un editor britanic și autori britanici. Cerându-i sfatul confratelui său John Payn, acesta din urmă l-a recomandat pe Arthur Conan Doyle, printre alte nume. Conan Doyle obținuse la începutul anului un mare succes cu romanul istoric Micah Clarke. Stoddart a organizat atunci un dineu literar la Londra la sfârșitul lunii august, unde au fost invitați Oscar Wilde și Thomas Patrick Gill (un parlamentar irlandez), în afară de Conan Doyle. La sfârșitul cinei, Stoddart a obținut de la Conan Doyle, precum și de la Wilde, promisiunea că-și vor publica următorul roman în Lippincott's Monthly Magazine. Wilde a propus Portretul lui Dorian Gray, în timp ce Conan Doyle a propus Semnul celor patru. Romanul lui Oscar Wilde a fost publicat în iulie 1890. Doyle a discutat despre acea așa-numită "seară de aur" în autobiografia sa, Memories and Adventures (1924). 
Pentru a-și îndeplini angajamentul, Conan Doyle a trebuit să oprească scrierea operei literare Compania albă, un nou roman istoric început în aprilie 1889. Totuși, el dorea să reia rapid scrierea Companiei albe și a redactat deci Semnul celor patru cu o anumită grabă: James McCearney scrie în biografia dedicată lui Conan Doyle: "Semnul celor patru este o corvoadă alimentară care îl împiedică să se dedice studiiilor sale istorice; el vrea să-l termine cât mai repede". Pentru a-și simplifica sarcina, autorul a reluat personajele din Un studiu în roșu: Sherlock Holmes și Doctorul Watson, pe care nu se gândea să le mai folosească după acel prim roman. Redactarea Semnului celor patru a durat doar o lună și s-a finalizat la sfârșitul lui septembrie 1889.
Ca o consecință a grabei în care a fost redactat, romanul comportă mai multe incoerențe. Watson, care explica faptul că a fost rănit la umăr în Un studiu în roșu, se plânge aici de rana sa la gambă. De altfel, romanul conține și anumite neregularități temporale: un mesaj redactat în iulie este adus «cu mare urgență» lui Holmes care îl primește în septembrie.
Romanul a apărut mai întâi în numărul din februarie 1890 al revistei lunare Lippincott's Monthly Magazine sub titlul The Sign of the Four (un titlu format din cinci cuvinte), apărând atât la Londra, cât și la Philadelphia. Ediția britanică a revistei s-a vândut pentru un șiling, iar cea americană pentru 25 cenți. Copiile existente valorează astăzi câteva mii de dolari. Conan Doyle a primit 100 de lure ca drept de autor pentru ediția americană, dar și-a păstrat drepturile de autor pentru Semnul celor patru, spre deosebire de romanul său precedent, Un studiu în roșu.
Peste câteva luni, în același an, romanul a fost republicat în mai multe reviste britanice regionale. Aceste reserializări au primit titlul The Sign of Four (format din patru cuvinte). Romanul a fost publicat în volum în octombrie 1890 în Statele Unite ale Americii de către Spencer Blackett, din nou sub titlul The Sign of Four. Titlul edițiilor britanice și americane ale primei ediții ale cărții au omis al doilea "the" din titlul original.
Edițiile diferite ale cărții publicate în anii următori au avut titluri scrise ori în patru cuvinte ori în cinci cuvinte, majoritatea edițiilor preferând forma în patru cuvinte. Textul actual al romanului este scris aproape întotdeauna "the Sign of the Four" (forma în cinci cuvinte) pentru a descrie simbolul din povestire, deși forma în patru cuvinte este folosită de două ori de Jonathan Small în relatarea sa de la sfârșitul romanului.
La fel ca și primul roman cu Sherlock Holmes, Un studiu în roșu, publicat cu doi ani înainte, și Semnul celor patru nu a avut un succes deosebit la prima publicare. De-abia povestirile publicate începând din 1891 în revista Strand Magazine au făcut celebru numele lui Sherlock Holmes și al creatorului său.

## Rezumat

### Povestea domnișoarei Morstan
Sherlock Holmes primește vizita domnișoarei Mary Morstan, care-l scoate din plictiseala în care căzuse după ce a rezolvat cazul prezentat în Un studiu în roșu. Pentru a-și reduce plitiseala, detectivul lua periodic doze de cocaină. 
Mary Morstan își expune cazul: tatăl său, căpitanul Arthur Morstan, fusese ofițer în India, în ultima perioadă lucrând în insulele Andaman. Cu zece ani în urmă, el revenise în Anglia într-o permisie, dar a dispărut misterios la 3 decembrie 1878 de la Hotelul Langham unde se cazase, înainte de a se întâlni cu fiica sa. Printre lucrurile rămase de la tatăl ei, domnișoara Morstan găsise și o hartă a unei secțiuni dintr-o clădire mare, cu multe holuri și coridoare, iar în colțul din stânga se află patru cruci la rând, lipite una de alta, alături de care sunt scrise patru nume: Jonathan Small, Mahomet Singh, Abdullah Khan și Dost Akbar.
La 4 mai 1882, în ziarul "Times" a apărut un anunț în care i se cerea domnișoarei Morstan să-și dea adresa. După ce aceasta și-a dat adresa, în aceeași zi a primit o cutie de carton cu o perlă foarte mare și strălucitoare. Acest lucru neobișnuit s-a repetat timp de șase ani, identitatea expeditorului rămânând necunoscută. În dimineața zilei curente, domnișoara Morstan a primit o scrisoare prin care i se cerea să vină la Teatrul Lyceum pentru a i se face dreptate într-o problemă necunoscută de ea. În caz că se temea să vină singură, i se permitea domnișoarei să vină însoțită de doi prieteni. La sugestia doamnei Cecil Forrester, căruia Holmes îi rezolvase mai demult o problemă cu caracter privat, Mary Morstan apelează la Sherlock Holmes și la doctorul Watson pentru a o însoți la acea întâlnire.

### Relatarea lui Thaddeus Sholto
Holmes și doctorul Watson o însoțesc la locul întâlnirii, acolo fiind așteptați de un vizitiu care i-a dus la o casă dintr-un cartier dubios. Ei sunt primiți acolo de un domn pe nume Thaddeus Sholto, fiul maiorului John Sholto din Upper Norwood, unicul prieten din Londra al căpitanului Arthur Morstan. Acesta le povestește sfârșitul căpitanului Morstan. 

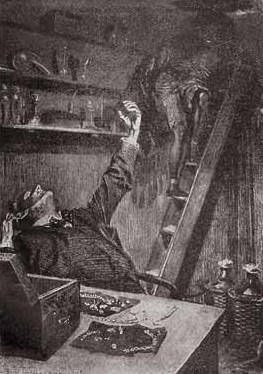
Bartholomew Sholto, găsit mort în camera sa

Maiorul John Sholto, fost ofițer al Regimentului 34 de Infanterie din Bombay, murise la 28 aprilie 1882. Pe patul de moarte, el le relatase celor doi copii ai săi, frații gemeni Thaddeus și Bartholomew, un secret legat de o comoară. Cu ani în urmă, maiorul și cu căpitanul Morstan intraseră în posesia unei comori, într-un mod cu totul neobișnuit. Maiorul o adusese în Anglia, dar ca urmare a zgârceniei nu apucase să se bucure de ea. În noaptea sosirii sale în Anglia, Morstan a trecut pe la maiorul Sholto pentru a-și cere partea. Au izbucnit o serie de neînțelegeri între cei doi cu privire la împărțirea averii, iar într-un moment de furie căpitanul a dus mâna la inimă și a căzut mort lovindu-se cu capul de colțul lăzii în care se afla comoara. Căpitanul era suferind de inimă de ani de zile, dar, temându-se că autoritățile vor crede că moartea căpitanului a fost o crimă (servitorii auziseră cearta, iar Morstan se lovise în cădere la cap) și nedorind să iasă din anchetă informații referitoare la comoară, maiorul a luat hotărârea să scape de cadavru, apelând la ajutorul unui servitor indian loial.
Cuprins de remușcări, maiorul Sholto le cere celor doi fii ai săi să-i dea fiicei căpitanului Morstan partea de comoară care-i revenea tatălui ei. În momentul când a vrut să le șoptească la ureche unde se află ascunsă comoara, maiorul a văzut pe fereastră cu groază un om cu barbă, cu ochi de sălbăticiune și cu o expresie de extremă răutate. Cei doi fii s-au îndreptat spre geam, dar omul a fugit. Când s-au întors spre tatăl lor, acesta murise. Maiorul scosese anterior din lada cu comoară o diademă cu perle pe care voia să-l trimită fetei lui Morstan. În dimineața următoare, ei au găsit camera tatălui lor răscolită, iar pe pieptul lui se afla o hârtie pe care scria "Semnul celor patru".
Frații Sholto au săpat prin grădină luni în șir, fără a găsi unde se află comoara. La propunerea lui Thaddeus, i s-a trimis domnișoarei Morstan anual câte o perlă pentru ca aceasta să nu trăiască în sărăcie. În ziua anterioară, Bartholomew găsise comoara într-o mică mansardă zidită deasupra uneia din camere. El a spart acoperișul camerei (care era mai înaltă în exterior și mai mică în interior) și în interiorul mansardei a găsit lada cu comoara. A coborât în cameră lada și a găsit în ea bijuterii a căror valoare le-a estimat la o jumătate de milion de lire. În noaptea anterioară, cei doi frați s-au certat, Thaddeus susținând că o jumătate din ea i se cuvine domnișoarei Morstan.

### Crima

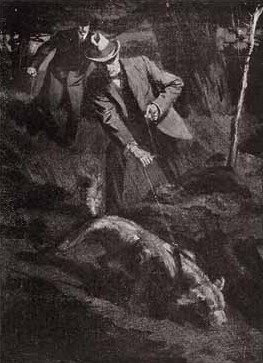
Holmes și Watson mergând cu Toby pe urmele fugarilor

Grupul merge la casa lui Bartholomew, pentru ca domnișoara Morstan să-și revendice partea ei din comoară. Ei ajung la Pondicherry Lodge, găsesc camera fratelui lui Thaddeus încuiată și află că acesta nu mai ieșise din casă de 24 ore. Ei forțează ușa și-l găsesc pe Bartholomew mort în fotoliu, cu un rânjet nefiresc pe față (risus sardonicus). Acesta murise de câteva ore, iar corpul său era foarte rigid. Pe masa de lângă el se aflau un ciomag noduros cu o piatră la capăt și o hârtie pe care scria "Semnul celor patru". Comoara dispăruse din cameră.
Holmes descoperă urmele a două persoane: una a unui om cu un picior de lemn (pe care-l bănuiește a fi Jonathan Small, singurul alb din cei patru care se semnaseră pe hartă) și încă una care pare să fie a unui copil. Bartholomew Sholto fusese ucis cu un ghimpe otrăvit trimis printr-un tub, probabil de însoțitorul cu picior mic care intrase în cameră printr-o trapă aflată în tavan. Acesta aruncase jos o sfoară pe care urcase apoi cel cu piciorul de lemn. În cameră rămăsese colacul de afoară și șase ghimpi otrăviți cu un alcaloid. Deoarece însoțitorul cu piciorul mic din urmă călcase într-un recipient cu creozot, pe care-l spărsese întâmplător, Holmes și Watson apelează la un câine pe nume Toby pentru a lua urma celor doi intruși. Între timp, poliția, reprezentată de inspectorul Athelney Jones, i-a arestat pe Thaddeus Sholto, pe menajeră, pe servitorul indian și pe paznicul intrării. 

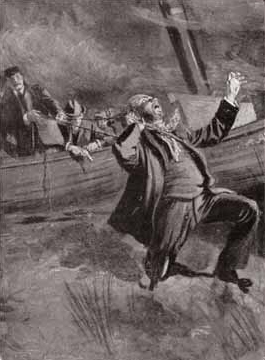
Prinderea lui Small, al cărui picior i se împotmolise în nămol

Urmărind cu ajutorul câinelui pe cei doi, Holmes și Watson ajung pe malul Tamisei la un debarcader, lângă care se afla casa unui barcagiu pe nume Mordecai Smith. Ei află de la soția barcagiului că Smith și cu fiul său, Jim, plecaseră în dimineața anterioară cu șalupa "Aurora" pentru a duce un om cu un picior de lemn. Revenind în strada Baker, Holmes pune la treabă echipa specială de băieți (așa-numiții ștrengari din Baker Street), copii fără adăpost, care să-i caute ambarcațiunea. Timp de câteva zile, căutarea nu duce la niciun rezultat, iar Holmes începe să se neliniștească. În cele din urmă, Holmes se deghizează ca un marinar bătrân și pleacă el-însuși pe la șantierele navale de pe malul Tamisei pentru a căuta șalupa. El găsește șalupa la șantierul naval al lui Jacobson, unde fusese dusă la reparat fără a avea însă stricăciuni. Întâmplarea face ca atunci să sosească Mordecai Smith care să-i spună celui de la șantier că are nevoie de șalupă în acea seară la ora 8.
Între timp, Holmes aflase că însoțitorul cu picior de copil era un băștinaș din insulele Andaman, un sălbatic mic de statură. De asemenea, poliția îi eliberase pe Thaddeus Sholto și pe menajeră, din lipsă de probe care să-i incrimineze; în plus, Sholto avea și un alibi indestructibil.
Holmes îi cere inspectorului Athelney Jones să facă rost de o șalupă rapidă pentru a prinde din urmă șalupa "Aurora". Ei observă șalupa lui Smith ieșind din șantier și pornesc în urmărirea sa. Complicele lui Small trage un ghimpe asupra lui Holmes și Watson, aflați în șalupa poliției, dar cei doi trag în același timp cu revolverul. Băștinașul este împușcat și cade din ambarcațiune. În cele din urmă, șalupa este capturată, iar Small este prins. Lada este recuperată, iar Watson primește permisiunea să i-o ducă domnișoarei Morstan; când ajunge la casa acesteia și deschide încuietoarea lăzii, ei găsesc lada goală. Small aruncase comoara în Tamisa în timpul urmăririi, pentru ca aceasta să nu ajungă în mâinile urmașilor unor ticăloși. Watson o cere în căsătorie pe domnișoara Morstan, iar aceasta acceptă.

### Comoara din Agra

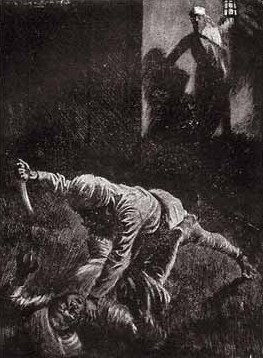
Uciderea negustorului Achmet

La cererea lui Sherlock Holmes, Small este de acord să relateze povestea comorii lui Holmes, Watson și Jones. Originar din Worcestershire, de lângă Pershore, Small a părăsit Anglia pe la vreo 18 ani. El intrase într-o încurcătură din pricina unei fete și, pentru a scăpa, a fost nevoit să se înroleze într-un regiment care era pe punctul de plecare spre India.
Într-o zi, pe când s-a dus să înoate în Gange, a fost atacat de un crocodil care i-a retezat piciorul drept de la genunchi în jos. Salvat de un sergent, bun înotător, el a fost nevoit să plece din armată și a fost angajat ca supraveghetor al muncitorilor de pe plantația lui Abel White. În 1857 a izbucnit Rebeliunea din India, iar englezii erau alungați de peste tot de soldații indieni care se răzvrătiseră împotriva comandanților lor și a ocupanților albi ai Indiei. Rebeliunea a ajuns și pe moșia lui Abel White, casa acestuia fiind incendiată, iar albii găsiți acolo uciși.
Small a fugit și s-a refugiat în orașul Agra, unde s-a înrolat ca voluntar în trupele engleze. Trebuia să păzească o intrare în cetate, împreună cu doi soldați din trupele sikh (Mahomet Singh și Abdullah Khan). Într-o zi, el a fost dezarmat și amenințat cu moartea de cei doi sikhi, care l-au pus să jure că va păstra secretul pe care-l va auzi de la aceștia. În aceeași seară urma să intre pe acea poartă un pretins negustor pe nume Achmet însoțit de Dost Akbar, fratele de lapte al lui Abdullah Khan. Acesta era un slujitor de încredere al unui rajah din provinciile de nord și transporta o ladă cu bijuterii a acestuia care trebuia păzită de englezi până la sfârșitul rebeliunii. Rajahul se asigurase, păstrându-și averea în aur și argint în pivnițele palatului său, el salvându-și o parte din avere indiferent cine câștiga lupta: englezii sau șipaii.
După intrarea negustorului în cetate, cei trei sikhi l-au atacat cu cuțitele și l-au ucis, în timp ce Small păzea intrarea. Ei au pus mâna pe ladă, au făcut un inventar al conținutului și au îngropat-o sub dușumea, urmând să o recupereze după terminarea războiului. De asemenea, l-au îngropat și pe negustor într-un alt loc. Răscoala șipailor a fost înfrântă de englezi, dar cei patru au fost arestați pentru uciderea negustorului Achmet și condamnați la închisoare pe viață. Negustorul fusese văzut intrând pe acea poartă de un al doilea servitor credincios al rajahului, care trebuia să-l urmărească pe Achmet, dar el nu mai fusese văzut ieșind. În urma cercetărilor, se descoperise cadavrul acestuia, iar cei trei care păziseră poarta fuseseră arestați împreună cu însoțitorul negustorului. În timpul procesului, nu se spusese nimic de comoară, ci doar de crimă.
Cei patru au fost mutați de la închisoarea din Agra la Madras și apoi în insula Blair din arhipelagul Andaman. Pentru bună purtare, Small a fost repartizat la infirmerie, unde a învățat să prepare medicamente. Medicul militar obișnuia să joace cărți cu ofițerii englezi care comandau trupele indigene. Ofițerii pierdeau permanent la cărți, iar maiorul Sholto se plângea permanent că este ruinat și că va trebui să părăsească armata. Small îi spune lui Sholto că știe un loc unde se află o comoară, iar acesta îl cheamă și pe căpitanul Morstan pentru a auzi relatarea lui Small. Cei patru le-au promis celor doi ofițeri că le vor da a cincea parte din comoară cu condiția ca să-i ajute să evadeze. Ei au întocmit un plan al locului unde se afla comoara pe care l-au semnat toți patru. Sholto trebuia să-și ia o permisie și să meragă la Agra unde să caute comoara și s-o lase acolo până când vor evada cei patru. Acesta a mers acolo, a găsit comoara și nu s-a mai întors niciodată. Unchiul său murise între timp și-i lăsase o avere imensă, iar Sholto a plecat în Anglia. Morstan s-a dus la scurtă vreme la Agra și a aflat că lada cu comoara dispăruse. 
Furios de trădarea lui Sholto, Small se gândește permanent cum să evadeze. Într-o zi el salvează de la moarte un băștinaș pe nume Tonga, care-i devine credincios. Small fuge cu canoea băștinașului, după ce-și ucide paznicul lovindu-l în cap cu piciorul de lemn. Culeși de pe mare de un vas comercial, ei au cutreierat lumea în lung și lat până au reușit să ajungă la Londra. Ajuns acolo, Small află că Sholto avea încă bijuteriile, dar nu reușește să ajungă la el pentru că acesta nu părăsea casa decât foarte rar și era însoțit permanent de doi boxeri și de un slujitor indian credincios. El se arătase la fereastră atunci când Sholto a murit, i-a răscolit apoi camera și a lăsat biletul ca un semn al răzbunării. Într-o zi a aflat că Bartholomew Sholto a găsit comoara și a aranjat să intre în camera unde se afla comoara când stăpânul casei lua masa de seara. Din păcate, acesta se mai afla încă în cameră atunci când Tonga a pătruns prin acoperiș, iar băștinașul a fost nevoit să-l ucidă. Ei au luat comoara și plănuiau să fugă în Brazilia dacă nu erau prinși. Small a aruncat comoara în Tamisa când a văzut că urmează să fie prins, pentru ca să nu se bucure alții de comoara pentru care suferise atâta el și ceilalți trei sikhi.

## Capitole
Romanul "Semnul celor patru" este alcătuit din 12 capitole și anume:
- 1. Știința deducției
- 2. Prezentarea cazului
- 3. Căutarea unei soluții
- 4. Povestea omului chel
- 5. Tragedia de la Pondicherry Lodge
- 6. Sherlock Holmes face o demonstrație
- 7. Episodul butoiului
- 8. Echipa specială din Baker Street
- 9. Veriga lipsă din lanț
- 10. Sfârșitul insularului
- 11. Extraordinara comoară din Agra
- 12. Strania poveste a lui Jonathan Small

## Personaje
- Sherlock Holmes
- doctorul Watson
- Mary Morstan - guvernantă, fiica căpitanului Arthur Morstan
- Thadeus Sholto - fiul maiorului John Sholto
- Athelney Jones - inspector la Scotland Yard
- Jonathan Small - ucigaș al negustorului Achmet, evadat din închisoare
- Tonga - băștinaș din insulele Andaman
- Mordecai Smith - proprietarul șalupei "Aurora"
- Jim Smith - fiul lui Mordecai Smith

## Adaptări pentru film
Granada Television a adaptat romanul pentru a realiza un episod al seriei sale Sherlock Holmes. În 1991, Fraser Clarke Heston a realizat filmul The Crucifer of Blood inspirat pe roman, dar prezentând un final diferit. Lista completă a adaptărilor acestui roman este următoarea:
| An   | Titlu | Țară                                      | Regizor                     | Holmes               | Watson             |
| 1905 | Adventures of Sherlock Holmes; or, Held for Ransom                                                                                     | Statele Unite ale Americii                | J. Stuart Blackton          | Necunoscut           | Necunoscut         |
| 1913 | Sherlock Holmes Solves the Sign of the Four                                                                                            | Statele Unite ale Americii                | Lloyd Lonergan              | Harry Benham         | Charles Gunn       |
| 1923 | The Sign of Four | Regatul Unit                              | Maurice Elvey               | Eille Norwood        | Arthur Cullin      |
| 1932 | The Sign of Four: Sherlock Holmes' Greatest Case                                                                                       | Regatul Unit                              | Graham Cutts                | Arthur Wontner       | Ian Hunter         |
| 1968 | The Sign of the Four episod al serialului TV Sherlock Holmes, realizat de BBC                                                          | Regatul Unit                              | William Sterling            | Peter Cushing        | Nigel Stock        |
| 1974 | Das Zeichen der Vier | Franța / RFG                              | Jean-Pierre Decourt         | Rolf Becker          | Roger Lumont       |
| 1983 | The Sign of the Four | Regatul Unit                              | Desmond Davis               | Ian Richardson       | David Healy        |
| 1983 | Sherlock Holmes and the Sign of Four (desene animate)                                                                                  | Australia                                 | Ian Mackenzie Alex Nicholas | Peter O'Toole (voce) | Earle Cross (voce) |
| 1983 | Prikliuchenia Sherloka Holmsa i doktora Vatsona: Sokrovișcea Agrî (Aventurile lui Sherlock Holmes și ale dr. Watson: Comoara din Agra) | Uniunea Sovietică                         | Igor Maslennikov            | Vasili Livanov       | Vitali Solomin     |
| 1987 | The Sign of Four episod al seriei TV Sherlock Holmes                                                                                   | Regatul Unit                              | Peter Hammond               | Jeremy Brett         | Edward Hardwicke   |
| 1991 | The Crucifer of Blood | Regatul Unit / Statele Unite ale Americii | Fraser Clarke Heston        | Charlton Heston      | Richard Johnson    |
| 2001 | The Sign of the Four | Canada                                    | Rodney Gibbons              | Matt Frewer          | Kenneth Welsh      |
| 2005 | Neekkam (The Move) | India                                     | Biju Viswanath              | necunoscut           | necunoscut         |

## Cultură populară
- The Sign of Four este titlul unui album al ghitariștilor Derek Bailey și Pat Metheny.

## Traduceri în limba română
- Semnul celor patru - în volumul "Un studiu în roșu. Semnul celor patru" (Ed. Minerva, Colecția Biblioteca pentru toți, nr. 763, București, 1973) - traducere de Rodica Lackner
- Semnul celor patru - în volumul "Aventurile brigadierului Gerard. Un studiu în roșu. Semnul celor patru" (Ed. Dacia, Cluj-Napoca, 1987) - traducere de Rodica Lackner
- Semnul celor patru - în volumul "Sherlock Holmes contraatacă" (Ed. Ploscau, București, 1991) - traducere de Rodica Lackner
- Semnul celor patru (Ed. Vremea, București, 1992) - traducere de Daniela Caraman-Fotea
- Semnul celor patru (Ed. Aldo Press, București, 2003) - traducere de Mira Lăzărescu
- Semnul celor patru (Ed. Best Publishing, București, 2004) - traducere de Liliana Angela Borșan
- Semnul celor patru (Grupul Editorial Corint, București, 2005) - traducere de Rodica Lackner
- Semnul celor patru - în volumul "Aventurile lui Sherlock Holmes. Vol II" (Colecția Adevărul, București, 2010) - traducere de Mira Lăzărescu
- Semnul celor patru - în volumul "Aventurile lui Sherlock Holmes. Vol II" (Colecția Adevărul, București, 2011) - traducere de Mira Lăzărescu
- Semnul celor patru (Ed. Gramar, București, 2011) - traducere de Gabriel Mălăescu